# غزالة (حمص)
غزالة قرية سوريّة تتبع إداريّاً لمحافظة حمص منطقة حمص ناحية حمص، بلغ تعداد سكانها 322 نسمة حسب التعداد السكاني لعام 2004.